# Baccarat (empresa)

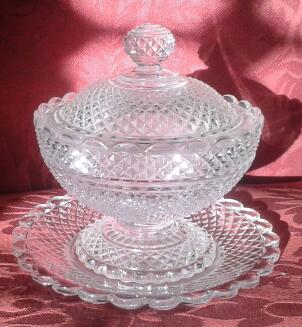
Compotera de cristal de Baccarat. Francia 1880.

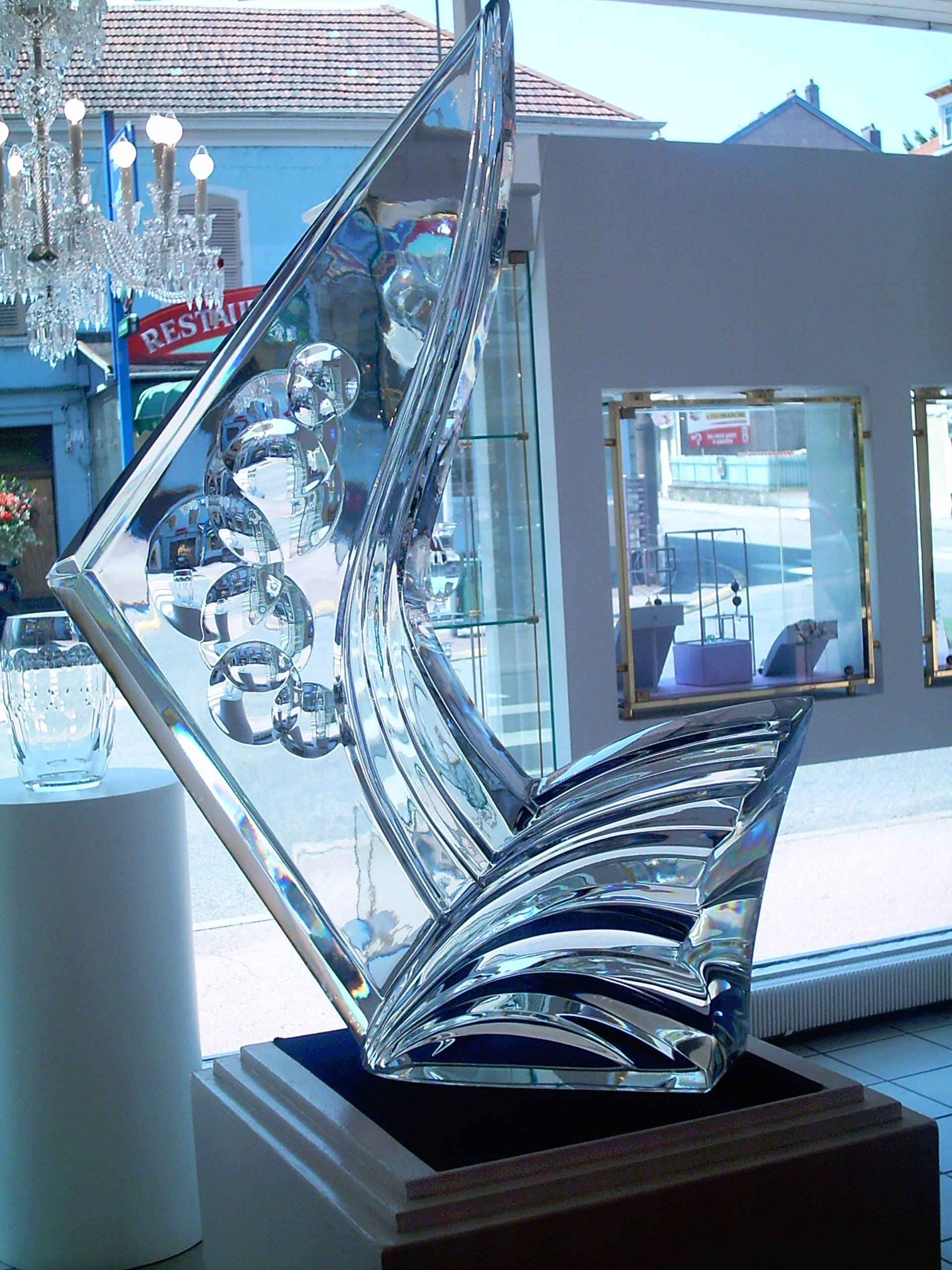
Escultura en cristal de Baccarat

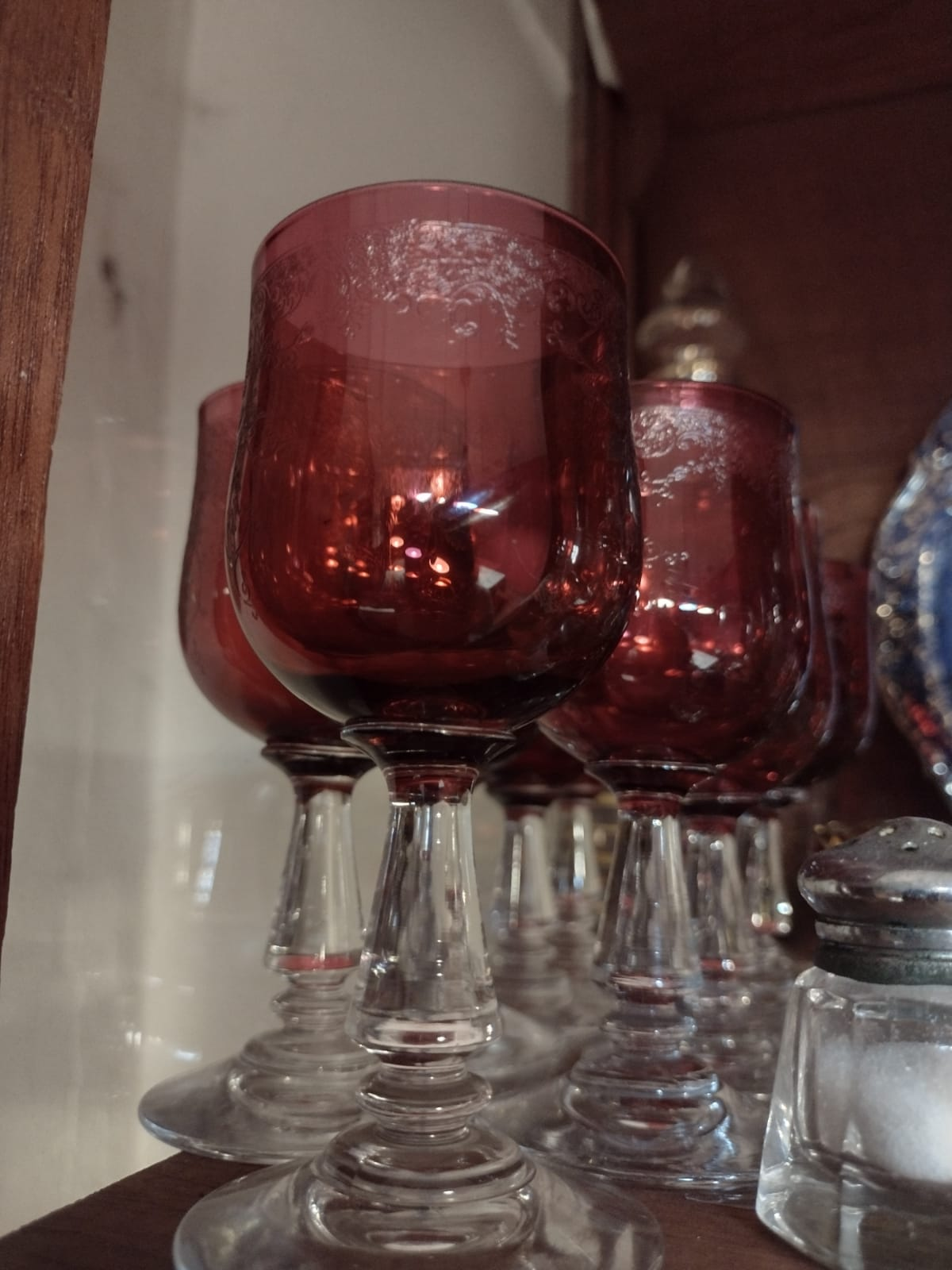
Old Baccarat wine glasses

La Société Baccarat es una empresa que elabora artículos de cristal de gran calidad. Está localizada en Baccarat, Francia. En el Museo Baccarat en la Place des États-Unis en París se muestran algunos de sus diseños históricos y más finos. La compañía es reconocida actualmente como una de las más importantes en la industria del diseño en cristal por su calidad y textura. 

## Historia

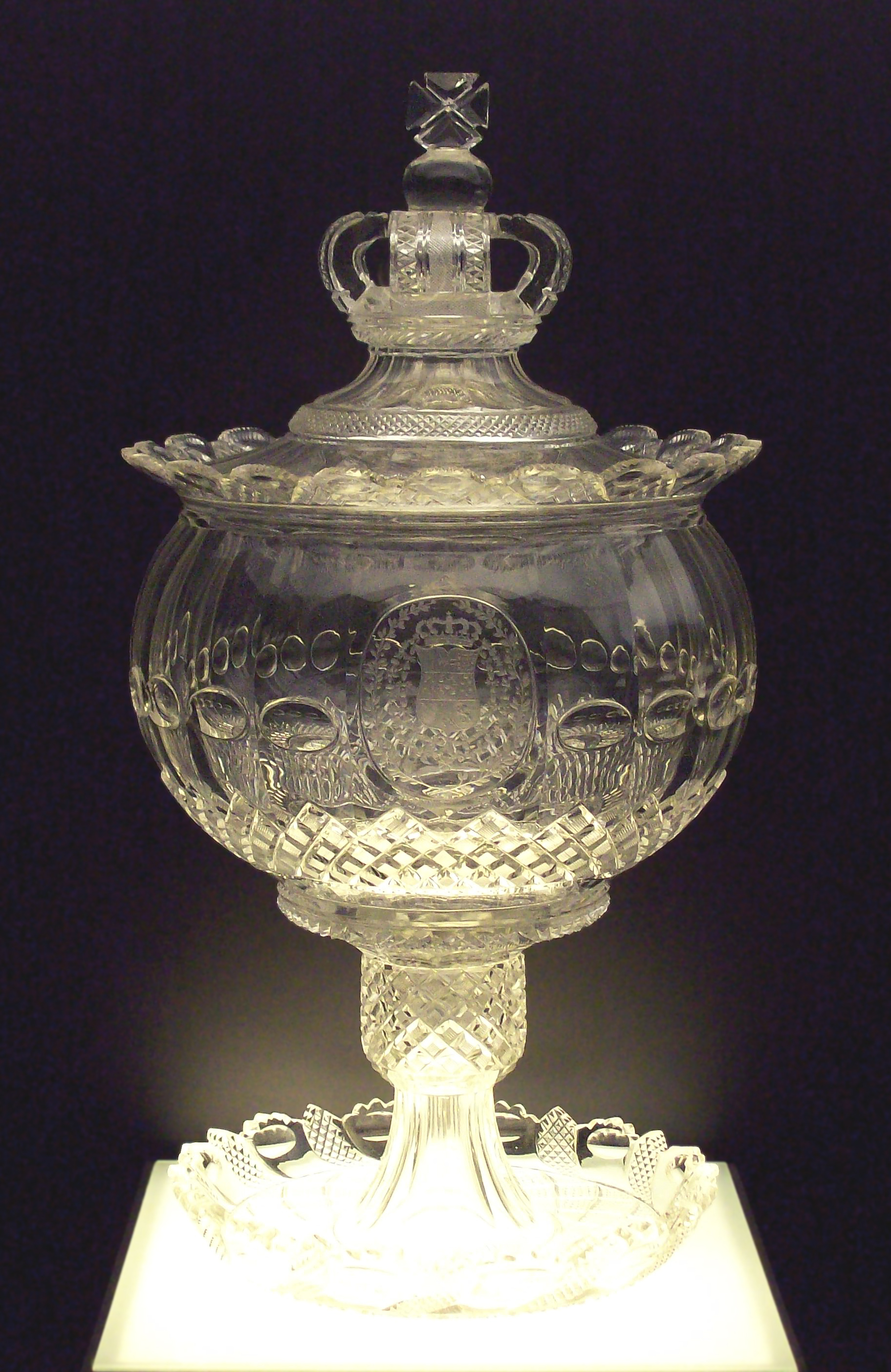
Ponchera elaborada en Baccarat para la Casa Real de España (hacia 1830).

### 1764-1816
En 1764 el rey Luis XV de Francia concedió al cardenal Louis-Joseph de Laval-Montmorency (1761-1802) permiso para fundar un taller de vidrio en el pueblo de Baccarat, en la provincia de Lorena, al este de Francia. Los primeros productos consistieron principalmente en vidrios para ventanas, espejos y copas, hasta 1816, cuando el primer horno para cristal fue instalado. En esta época, la compañía empleaba a más de tres mil personas.

### 1817-1867
Baccarat recibió su primer encargo real en 1823. Este evento fue el primero de una larga lista de encargos para la realeza y jefes de Estado de todo el mundo.
En 1855, Baccarat recibió su primera medalla de oro en la Exposición Universal de París
Hacia 1860, la compañía comenzó a firmar sus productos con una marca registrada. La marca estaba grabada en la base del artículo. En el periodo comprendido entre 1846 y 1849 Baccarat marcó algunos de sus artículos de cristal más finos con la letra B y el año en que la pieza fue creada. Un pisapapeles fechado en 1853 fue encontrado bajo la piedra fundacional de una iglesia de Baccarat dañada por una bomba en la Segunda Guerra Mundial.
La producción de cristal se expandió en este periodo, y la compañía consiguió reputación mundial por su cristalería de gran calidad, candelabros y frascos de perfume, entre otros.

### 1867-1936

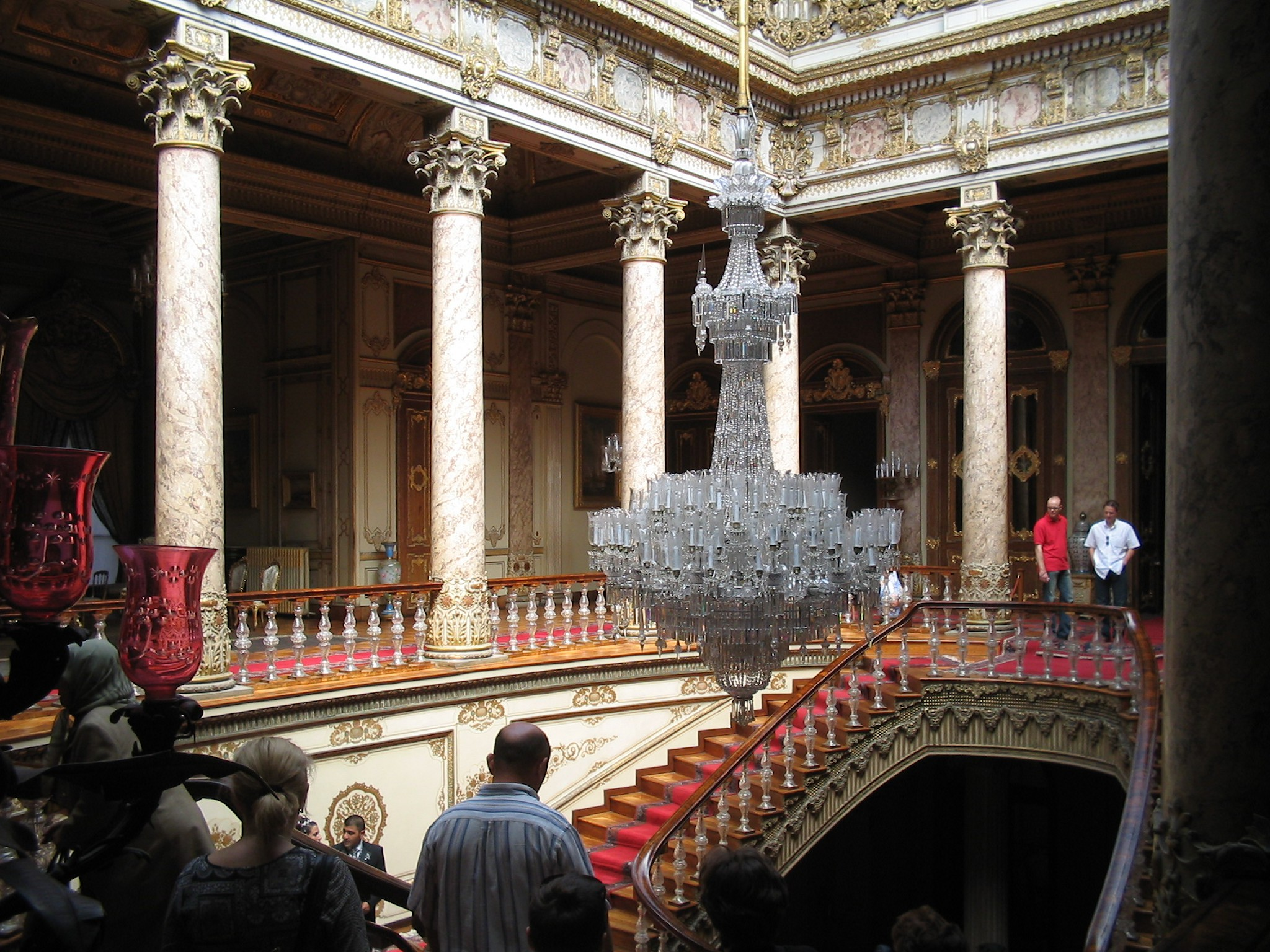
Escalinata de Cristal del Palacio de Dolmabahçe.

La era Imperial terminó en 1867, con la derrota de Napoleón III, esto implicó que tendencias externas a Francia comenzaron a tener fuerte influencia en los trabajos de Baccarat, particularmente aquellas procedentes de Japón. En este periodo se nota un fuerte crecimiento de la empresa en el continente asiático.
Durante este periodo, una de las áreas de mayor producción para la empresa eran los frascos de perfume, y en 1907 la producción era de unos cuatro mil frascos diarios.
En 1936, la compañía comenzó a grabar sus trabajos con ácido y con la técnica del granallado.

### Desde 1936
Baccarat fundó una subsidiaria en Estados Unidos en 1948. Y para el año 2007 existían tiendas de la compañía en una decena de ciudades estadounidenses. 
En el año 1964 el Museo Louvre realizó una retrospectiva de los trabajos de la firma, para celebrar el aniversario 200 del inicio de los trabajos en cristal.
De 1966 a 1996 el escultor Robert Rigot fue consejero artístico de la empresa.
En 1993 Baccarat comenzó a diseñar joyería y en 1997 la compañía expandió sus operaciones hacia la industria del perfume.